# Friedrich Ernst von Inn und Knyphausen

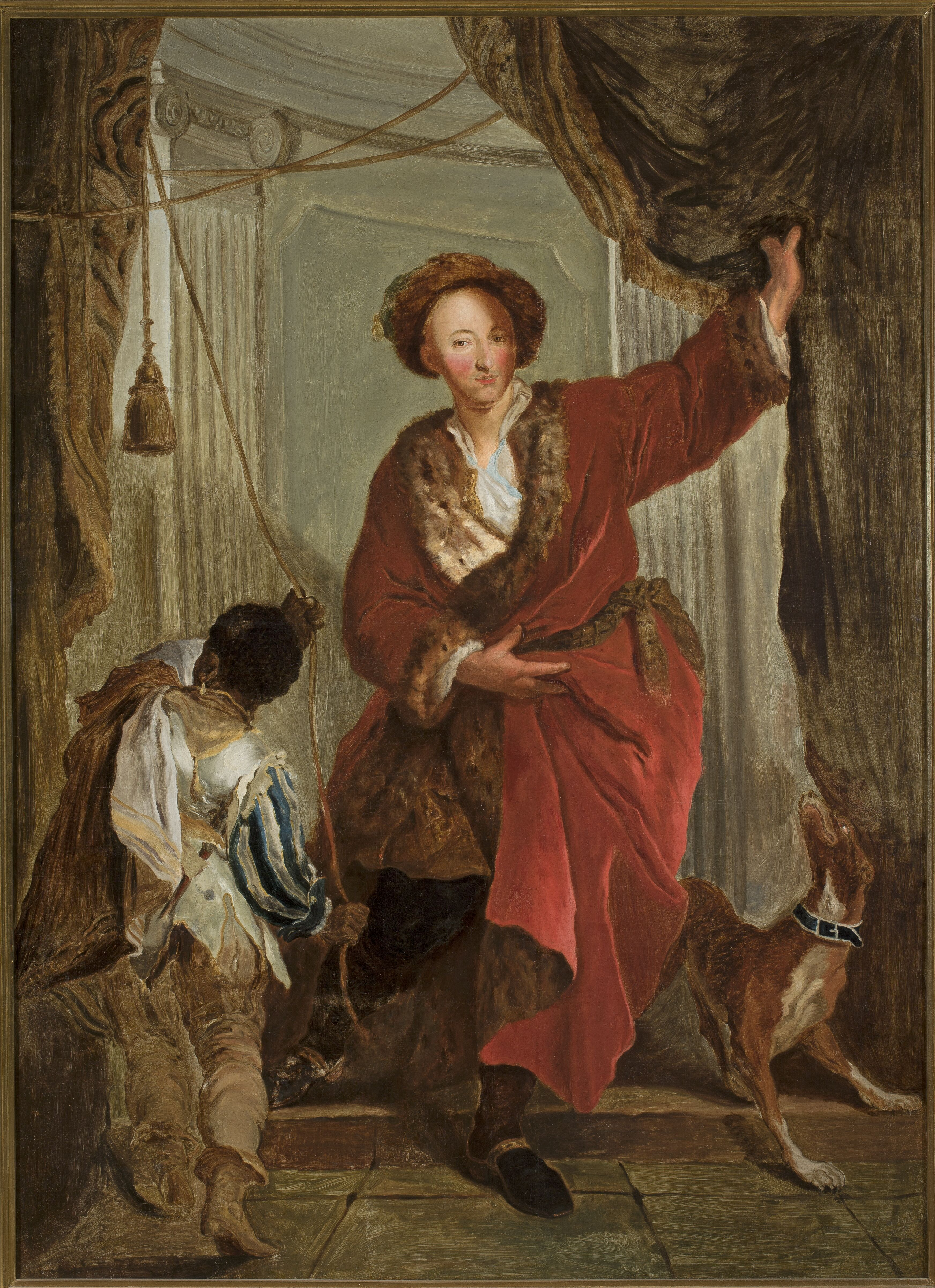
Antoine Pesne - Portret Friedricha Ernsta von Knyphausena ze zbiorów Muzeum Narodowego w Warszawie

Friedrich Ernst von Inn und Knyphausen (przełom XVII i XVIII w.) – pruski dyplomata i polityk.
Arystokrata z Wschodniej Fryzji.
Pruski poseł w Kopenhadze w latach 1709-1717; w tym czasie posłował też do Paryża (1714-1715). W roku 1717 towarzyszył carowi Piotrowi I w jego podróży incognito (szefowie państw wiedzieli o kogo chodzi i wysyłali takich dyplomatów jak Knyphausen by mu towarzyszyli).
W latach 1717–1718 znów poseł pruski w Paryżu. 
Do 1730 roku pruski MSZ (szef: Kabinettsministerium). Funkcję tę przejął po nim Heinrich von Podewils.
Jego synem był dyplomata Dodo Heinrich zu Inn und Knyphausen (1729-1789)